# Ed Warby
Edward R. Warby (Róterdam, 7 de marzo de 1968) es un músico neerlandés, conocido por ser el baterista de la banda de death metal Gorefest y de Ayreon.
Comenzó su carrera musical el año 1982 uniéndose a la banda Agressor, para posteriormente unirse en 1992 a Gorefest reemplazando al anterior baterista Marc Hoogendoorn. Tras la separación de la banda, Ed formó parte de la reagrupación de la misma el año 2004.
En el año 1998, el multiinstrumentista Arjen Lucassen admirado por el trabajo de Ed en Gorefest, lo contacta para trabajar en el álbum Into the Electric Castle de Ayreon. Desde ese entonces, Ed ha trabajado en cada álbum de la banda, exceptuando Universal Migrator Part 1: The Dream Sequencer. Además es el baterista de Star One desde su creación el año 2002.
El 2005 tocó en vivo junto a la banda After Forever mientras el baterista de ese entonces, André Borgman, se recuperaba de cáncer. Más tarde en 2008, comenzó una banda de doom metal, llamada The 11th Hour, en donde la batería, bajo, guitarra, teclados y voces limpias fueron aportadas por él mismo, Ed Warby, mientras que las voces guturales fueron contribuidas por Rogga Johansson.
Actualmente forma parte del nuevo proyecto musical de Anneke van Giersbergen, la banda VUUR, con quienes ha lanzado hasta el momento 1 álbum de estudio.

## Discografía

### Con The 11th Hour
- The Burden of Grief (2009)
- Lacrima Mortis (2012)

### ConArjen Anthony Lucassen
- Lost in the New Real (2012)

### ConVUUR
- In This Moment We Are Free - Cities (2017)

### Con Hail of Bullets
- …Of Frost and War (2008)
- On Divine Winds (2010)
- III: The Rommel Chronicles (2013)

### Con Elegy
- Labyrinth of Dreams (1992)

### ConGorefest
- False (1992)
- The Eindhoven Insanity (1993)
- Erase (1994)
- Fear EP (1994)
- Soul Survivor (1996)
- Freedom EP (1996)
- Chapter 13 (SPV 1998)
- La Muerte (2005)
- Rise to Ruin (2007)

### ConAyreon
- Into the Electric Castle (1998)
- Universal Migrator Part 2: Flight of the Migrator (2000)
- The Human Equation (2004)
- Actual Fantasy (Revisited) (2005)
- 01011001 (2008)
- The Theory of Everything (2013)
- The Source (2017)

### Con The Gentle Storm
- The Diary (2015)

### ConLana Lane
- Secrets of Astrology (2000)

### Con Star One
- Space Metal (2002)
- Live on Earth (2003)
- Victims of the Modern Age (2010)